# Rorqual comú
El rorqual comú (Balaenoptera physalus) amb 20-21 m de llargada corporal i 70 tones de pes és el misticet més abundant a la Mediterrània.
L'espècie presenta una pigmentació asimètrica molt peculiar, que és única entre els mamífers vivents: el costat dret de la meitat anterior del cos és blanc a la regió ventral i gris clar a la dorsal, mentre que el costat esquerre és negre tant del dors com del ventre. Alguns autors han volgut explicar aquesta asimetria pel costum que té aquesta balena de nedar de costat, la qual cosa justificaria un gir de 90° de la típica coloració dorsiventral de la resta de cetacis, però això es contradiu amb el fet que el rorqual comú gira indistintament sobre un costat o l'altre quan neda de costat.

## Distribució, hàbitat i situació
El rorqual comú té una distribució cosmopolita. A l'Atlàntic Nord, el límit septentrional de la seva distribució és la línia dels gels, encara que és probable que a les latituds més extremes la densitat sigui relativament baixa. Al sud, la seva distribució arriba a les costes de Mauritània. A la Mediterrània, aquesta espècie és força abundant i les cites d'avaraments o d'albiraments són molt freqüents tant al vessant oriental com a l'occidental. Al Principat de Catalunya, els avaraments més recents han estat al Delta de l'Ebre (anys 1971 i 1986), Salou (anys 1973 i 1986), Mataró (any 1977), Pals (any 1983), el Prat de Llobregat (any 1986), Mont-roig del Camp (any 1989), Sant Antoni de Calonge (any 1990), Roses (any 1991) i Sant Feliu de Guíxols (any 2007)
Aquesta espècie viu en aigües relativament allunyades de la costa (en general a més d'unes 10-15 milles), però no són rares les observacions de rorquals comuns a prop de terra en els llocs on la costa és abrupta i les aigües són de seguida fondes, com a la rodalia del Cap de Creus o del Cap de Begur. El 2020, un grup de tres exemplars adults d'uns 25 metres cadascun i una cria d'uns 10 metres van ser trobats a una milla nàutica davant del port de Barcelona.
Tot i que és probable que existeixi un cert pas a través de l'Estret de Gibraltar, les diferències en els nivells i proporcions relatives de compostos entre els rorquals comuns de l'Atlàntic i els seus conespecífics del Mediterrani indiquen que les dues poblacions estan relativament aïllades. La població ibèrica atlàntica de rorquals comuns ha estat avaluada en prop d'uns 4.000 exemplars. Es desconeix el nombre d'individus que componen la població mediterrània, però probablement no supera alguns centenars.

## Biologia,ecologiai comportament

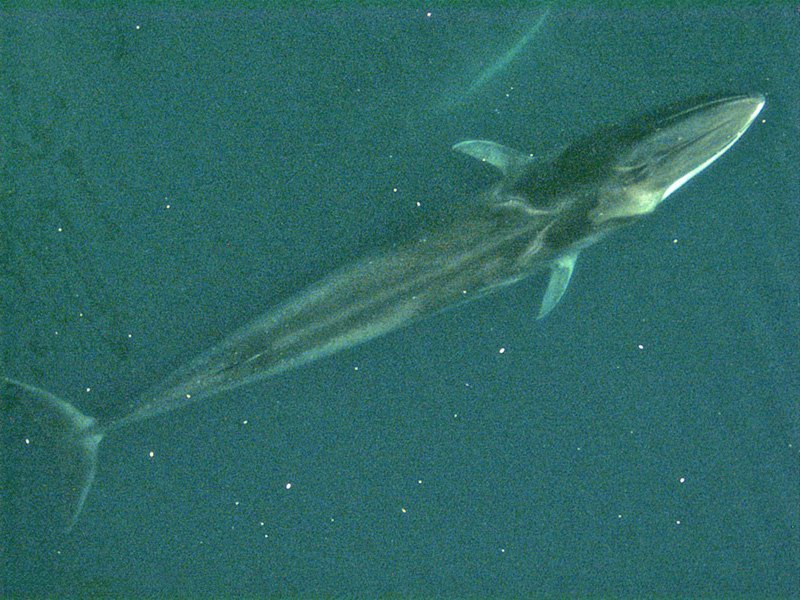
El rorqual comú és la balena més abundant de la Mediterrània.

Aquest cetaci és probablement el més eurífag dels misticets. La seva dieta varia segons la disponibilitat local d'aliment i, encara que la seva presa preferida sembla que són els crustacis eufausiacis (a les costes catalanes principalment Meganyctiphanes norvegica), quan no són abundants el rorqual comú s'alimenta també de peixos de mida petita com el verat, l'anxova o la sardina (Sardina pilchardus).
El rorqual comú segueix una pauta migratòria estacional molt ben establerta. A l'hivern, temporada en la qual té lloc la reproducció, la població ocupa la franja sud de la Mediterrània. A la primavera inicia el desplaçament migratori que en sentit de les agulles d'un rellotge, va seguint les costes ibèriques fins a arribar al Golf de Lleó i el Mar de Ligúria a l'estiu, on resideix durant alguns mesos per aprofitar l'elevada productivitat de la zona. A l'inici de la tardor, les balenes enfilen cap al sud, dirigint-se a la seva àrea de residència hivernal a les costes de l'Àfrica del Nord, però aquesta vegada la ruta migratòria se situa entre les Illes Balears i les de Còrsega i Sardenya. Fruit d'aquesta pauta migratòria estacional, el rorqual comú està sotmès a un règim alimentari també estacional: així, es calcula que durant els mesos d'hivern només ingereix un 10% de la quantitat ingerida en els mesos d'alimentació intensiva a l'estiu. Aquestes dràstiques variacions en la ingesta es reflecteixen, lògicament, en l'estat nutritiu dels animals, que fluctua d'una manera extremada, en especial en les femelles reproductores, que són el col·lectiu poblacional sotmès a uns requeriments energètics més importants. No és estrany, per aquesta raó, que una femella gestant pesi, al final de la temporada d'alimentació intensiva a l'estiu, aproximadament el doble que una femella lactant just abans de començar-la.

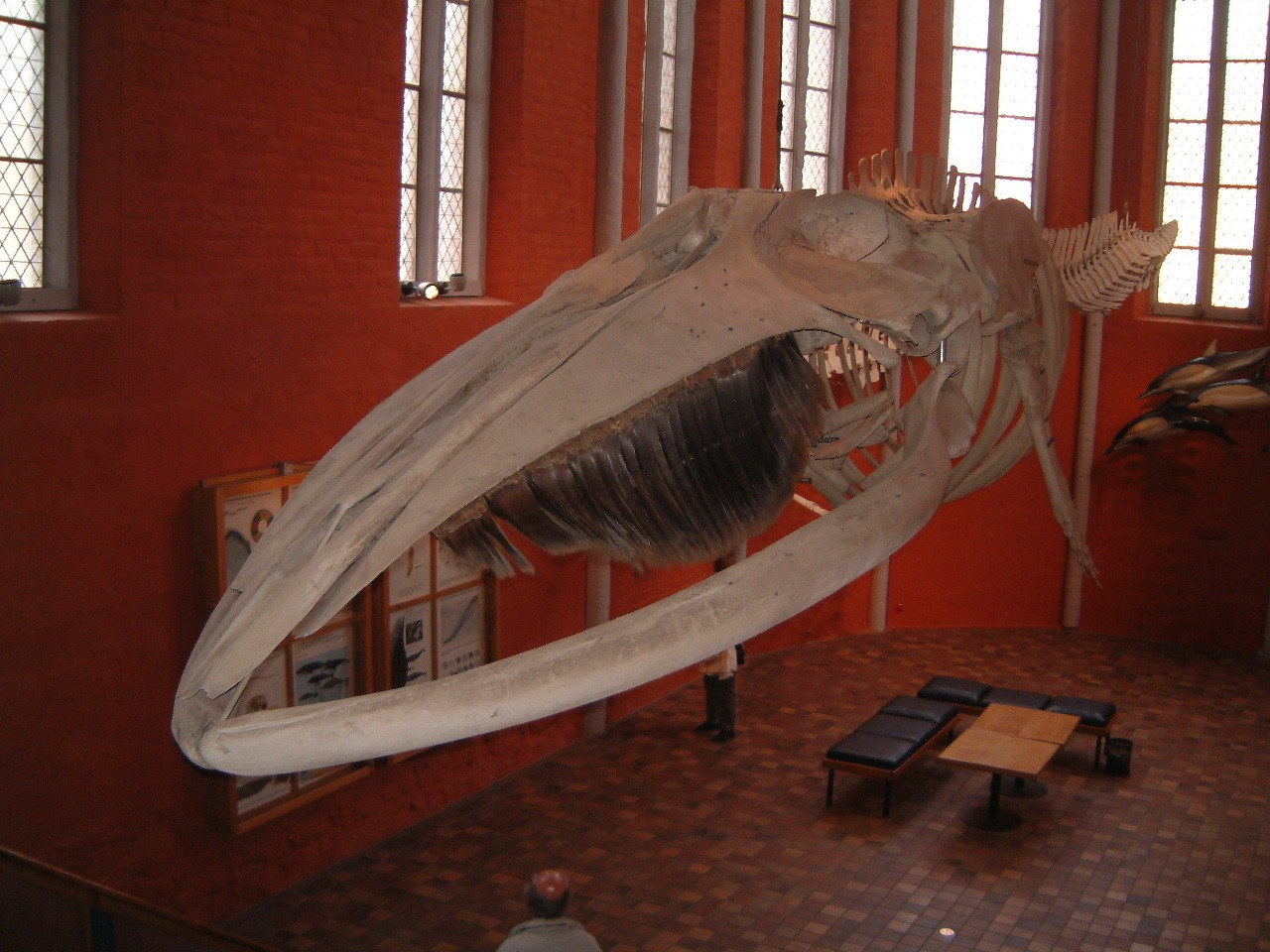
Esquelet d'un rorqual comú.

La reproducció i el creixement ha estat estudiats amb força detall. La gestació dura aproximadament 12 mesos i els naixements tenen lloc el mes de gener. La llargada corporal del nadó és d'uns 6 metres. La lactància dura entre 6 i 8 mesos segons l'edat de la mare: en general, les mares més grans són capaces de mantenir períodes de lactància més llargs que les joves. Al final del primer any de vida el cadell ja fa prop d'uns 15 m i la talla definitiva s'assoleix entre els 9 i els 13 anys, encara que l'esquelet no és totalment madur fins als 6,7 anys en els mascles i als 7,7 anys en les femelles, i pràcticament en aquesta edat ja comencen a reproduir-se d'una manera efectiva. L'interval entre gestacions és lleugerament superior als 2 anys.
El rorqual comú és un cetaci d'hàbits poc gregaris. Exceptuant les parelles formades per una mare i la seva cria, la majoria d'individus naveguen en solitari o formant petits grups entre 2 i 7 exemplars. No obstant això, no són rares les agregacions transitòries de desenes de rorquals comuns en llocs on l'aliment es troba concentrat. A vegades pot formar agrupacions mixtes amb altres espècies de misticets o, fins i tot, amb petits odontocets com el dofí ratllat.

### Patologia
Els rorquals comuns pateixen d'un gran nombre de condicions patològiques. El copèpode paràsit Pennella balaenopterae s'alimenta de la seva sang, i el Xenobalanus globicipitis.
Altres percebes que es troben al rorqual comú inclouen el sèssil Coronula reginae i el fix Conchoderma auritum, els quals s'ajunten a ‘’Coronula’’ o a la mateixa balena. El copèpode harpactícid Balaenophilus unisetus (amb altes infestacions al mar del nord-oest de la península Ibèrica) i el ciliat Haematophagus també infesten aquestes balenes, el primer infesta el rorqual mateix i l'altre les cèl·lules roges de la seva sang.
La rèmora Remora australis i de vegades l'amfípode de la família Cyamidae Cyamus balaenopterae també s'hi troben sobre la pell. Les infestacions del nematode gegant Crassicauda boopis poden causar inflamació i fallada dels ronyons, mentre que el més petit C. crassicauda infecta el tracte urinari.
L'any 1997 a la costa de Bèlgica es va trobar un rorqual comú infestat per Morbillivirus. L'any 2011, un rorqual mascle embarrancat a la costa italiana estava infestat per Morbillivirus i el protozou Toxoplasma gondii, a més de presentar contaminació per insecticides organoclotrats.

## Gestió i conservació

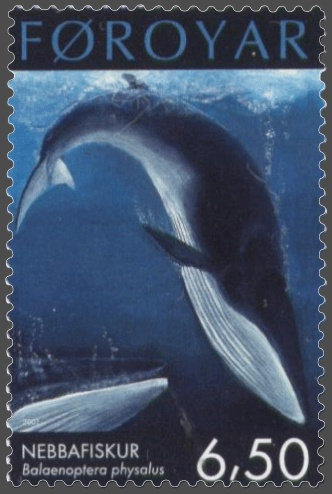
Segell de les illes Fèroe emès el 17 de setembre del 2001 amb el dibuix d'un rorqual comú.

Junt amb el catxalot, el rorqual comú ha estat tradicionalment l'objectiu principal de les operacions baleneres en aigües ibèriques. La seva explotació es va iniciar l'any 1921 i es va perllongar fins al 1985, tot i que més de la meitat de les captures tingué lloc durant dues fases de forta activitat, una entre els anys 1921 i 1926 (prop de 700 exemplars per any), i una altra entre 1965 i 1981 (uns 200 exemplars per any). Com a conseqüència d'aquestes activitats baleneres, la població resultà fortament reduïda. Una petita part de les captures fou efectuada en aigües mediterrànies de l'Àfrica del Nord, però hom desconeix quin impacte tingué en la població de la part europea. Els nivells de contaminants trobats al rorqual comú són molt baixos i, per tant, no són susceptibles d'afectar adversament la seva supervivència
En algunes ocasions s'han produït col·lisions de rorquals comuns amb vaixells de càrrega o de passatge, com és el cas de les dues balenes que van arribar al port de Barcelona els anys 1985 i 1986, però no sembla que aquesta pugui ser una font significativa de mortalitat de l'espècie.
El rorqual comú està protegit pel Conveni de Berna (annex III) i es troba catalogat dintre de l'apèndix I del CITES.